# Меланфо
Меланфо (греч. Μελανφω) — персонаж древнегреческой мифологии.
Дочь Девкалиона, единственного человека, который вместе со своей женой Пиррой остался в живых после потопа.
Меланфо являлась возлюбленной Посейдона. Посейдон сошёлся с ней, приняв облик дельфина. Она родила от бога сына — Дельфа.